# Потоцький Володимир Станіславович
Граф Володимир Станіславович Потоцький (нар. 10 лютого 1789, Тульчин, Брацлавський повіт, Подільська губернія (нині — Вінницька область) — пом. 8 квітня 1812, Краків, Варшавське герцогство) — польський землевласник з магнатського роду Потоцьких, полковник кінної артилерії Герцогства Варшавського.

## Біографія

Герб роду Потоцьких — «Пилява»

Четвертий (наймолодший) син генерала коронної артилерії графа Станіслава Щенсного Потоцького (1752—1805) від другого шлюбу з Юзефіною Амалією Мнішек (1752—1798).
Після смерті свого батька Олександр Потоцький успадкував маєтки Дашевський Ключ у Липовецькому повіті, Підвисочанський Ключ в Уманському повіті і Голованівський Ключ у Балтському повіті. У нього в розпорядженні були 10 855 кріпосних селян.
Член масонської ложі «Сполучені брати» («Bracia Zjednoczeni»), заснованої у Варшаві в 1807 році.
За заслуги був посмертно нагороджений Орденом «Virtuti Militari». Одну з своїх найкращих од йому присвятив польський ксьондз Людвік Тринковський.
23-річний Володимир Потоцький загинув у битві під Краковом 8 квітня 1812 року. На кошти його дружини був побудований пам'ятник в костьолі Святої Трійці у Вавелі.

## Сім'я і діти
У 1808 році одружився з княжною Теклою Сангушко (пом. 1870), донькою останнього волинського воєводи, князя Ієроніма Януша Сангушка (1743—1812), та Анни Пружинської (пом. 1816). Їх діти:
- Станіслав (1808—1874)
- Володимир (1810—1880)

Після смерті чоловіка маєтки перейшли до його вдови Текли. Вона була доброю поміщицею, утримувала лікарів та аптеки для селян за свій рахунок. Текла виїхала до Франції, де таємно одружилася зі своїм камердинером Миколою Томасом. У цьому шлюбі вона народила доньку і сина.